# Niche de l'émail
-
Niche de l'émail est un ancien terme utilisé pour définir dans l'étude du développement dentaire, aux stades embryologiques, un espace où débute la formation de l'émail de la future dent.
Le terme de niche de l'émail a été proposé par les embryologistes allemands L. Bolk en 1913 puis développé par B. Orban, W. Meyer et O. Norberg entre 1928 et 1951. Il est ensuite tombé dans un certain oubli puis repris en 1975 par Tadahiro Ooë, anatomiste japonais. Il est encore décrit en 2015 dans la 14e édition du manuel Orban’s Oral Histology and Embryology.
La niche de l'émail était décrit sur des lames d'histologie, comme l'espace compris entre la lame dentaire, l'organe adamantin et une excroissance de la lame dentaire qui était considéré comme la lame dentaire latérale.
Avec le développement des techniques d'imagerie, ce concept disparaît de la terminologie embryologique, car il est considéré comme un artefact. Sur une lame d'histologie plane, l'organe de l'émail semble en effet être relié à l'épithélium oral par des brins (excroissances) issus de la lame dentaire (supposés être la lame dentaire latérale) et la niche de l'émail est le nom donné aux cellules mésenchymateuses qui semblent être entourées par ces excroissances de la lame dentaire. En réalité, il n'y a pas de mésenchyme complètement entouré par la lame dentaire. Cette apparence est due à une dépression en forme d'entonnoir de la lame dentaire. Ces observations sont dues au fait que la lame dentaire est une structure incurvée alors que la lame d'histologie présente des tissus pris dans un seul plan.